# Clima boreale

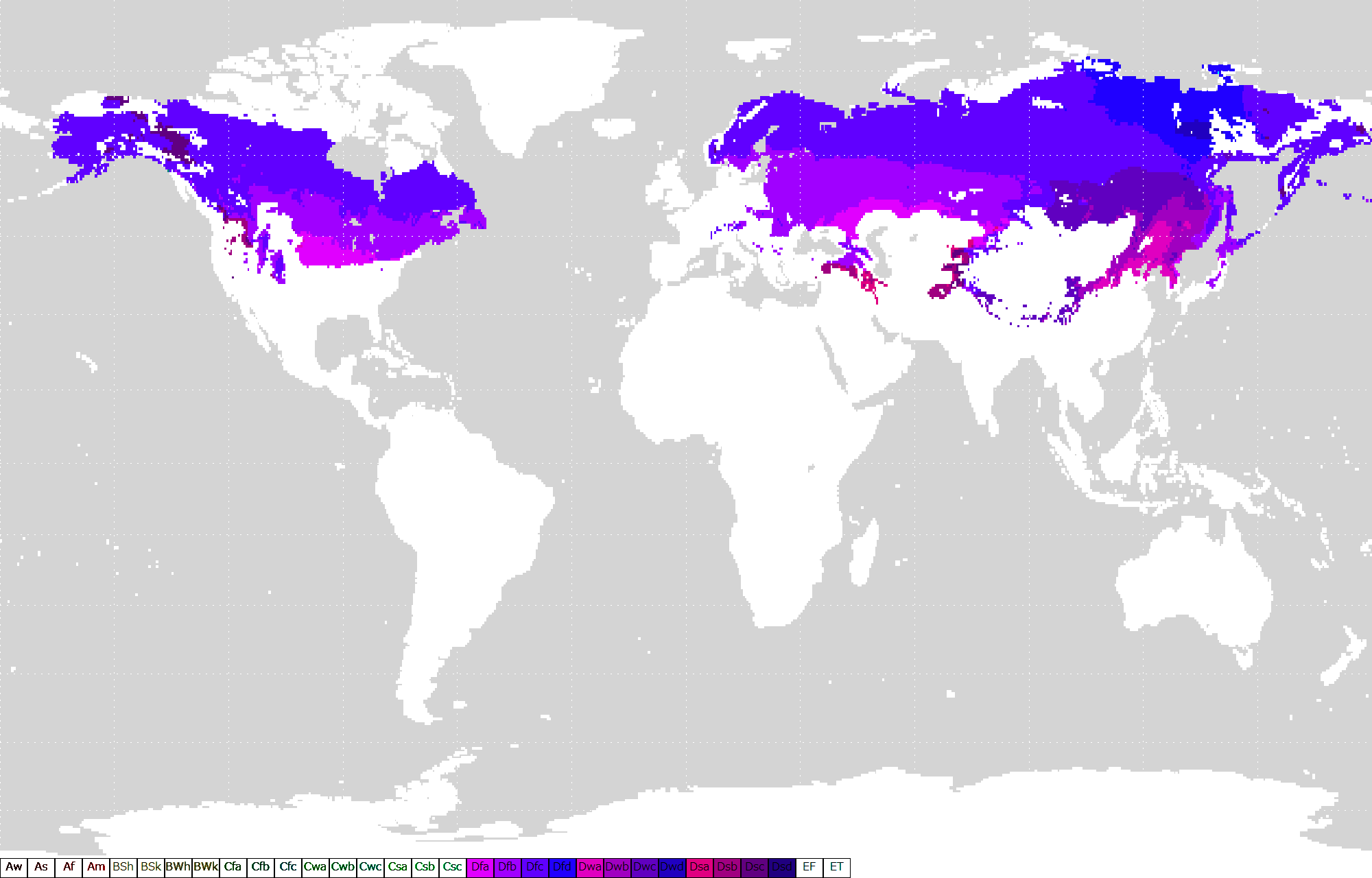
Zone della Terra caratterizzate dal clima boreale

Il clima boreale è un tipo di clima con temperature medie molto basse e valori minimi invernali bassissimi. Nella classificazione dei climi di Köppen è identificato con D. Questa categoria compare, con lo stesso nome, anche nella classificazione di Troll-Paffen.

## Descrizione
Secondo Köppen rientrano in questa categoria i climi in cui la media del mese più caldo (a differenza del clima nivale) supera i 10 °C, mentre quella del mese più freddo è inferiore a −3 °C, il limite con cui il climatologo identificava il limite dei 30 giorni con neve al suolo e il suolo gelato. 
Troll e Paffen includono in questa categoria anche climi oceanici con temperatura del mese più freddo compresa tra 2 °C e −3 °C, corrispondenti a una stretta fascia costiera della Norvegia centro-settentrionale, dell'Alaska meridionale e buona parte del Canada.
Le precipitazioni non sono abbondanti e sono quasi sempre nevose in inverno. Il clima boreale, come dice il nome è presente solo nell'emisfero settentrionale: le temperature bassissime sono dovute alla presenza dell'anticiclone siberiano e di quello canadese che determinano condizioni invernali estreme.
All'interno del clima boreale si distinguono due sottotipi: il clima boreale delle foreste, costantemente umido e con una breve estate calda, e il clima transiberiano, con inverno secco e prolungato (più di otto mesi)